# Nucli històric de Culla

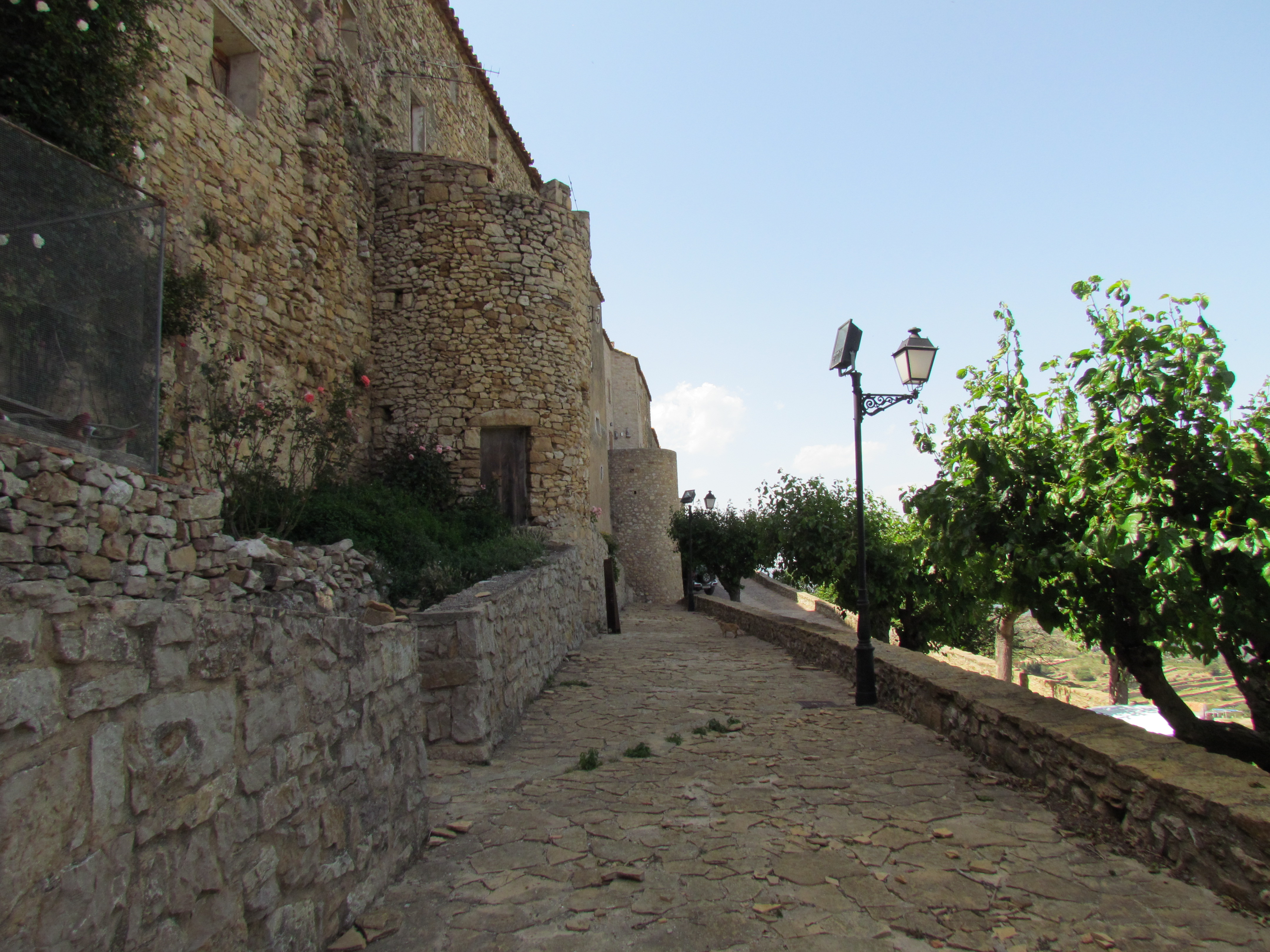
Baix lo mur, restes de la muralla que envoltava Culla

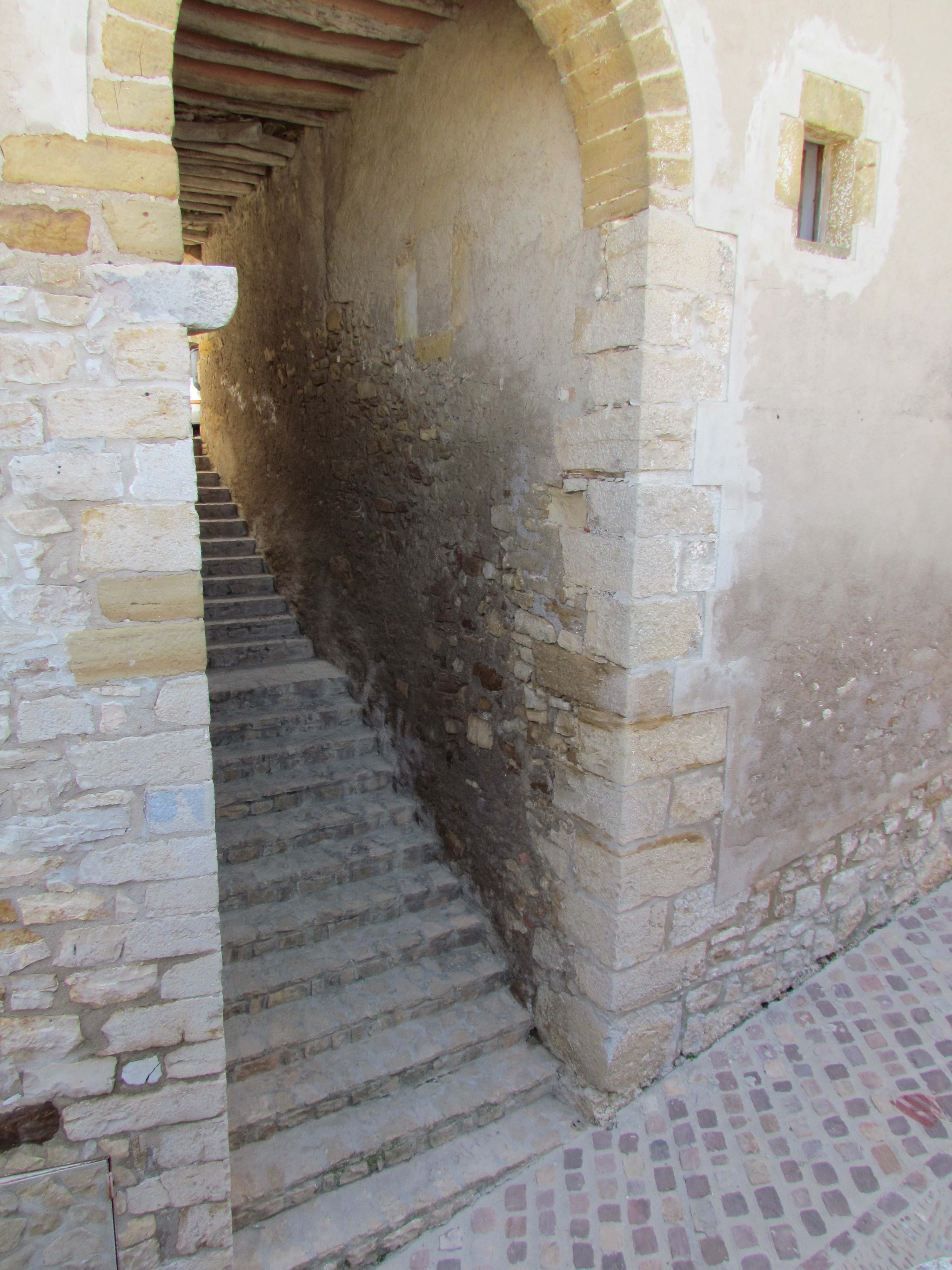
El Perxet de Culla

El nucli històric de Culla, a la comarca de l'Alt Maestrat, està constituït pel nucli antic de Culla, el qual ofereix un recorregut amb diferents edificis rehabilitats carregats d'història, carrers i carrerons, places i placetes plenes de tradició, que van ser catalogats com un Bé d'Interès Cultural, presentant anotació ministerial número: RI-53-0000593, i data d'anotació 21 de maig de 2004.

## Història
Culla és una població de remots orígens que arriben a èpoques prehistòriques, la qual cosa queda palesa en les restes arqueològiques i en les pintures rupestres que es localitzen en la seva demarcació.
Fins al segle xiii, amb la conquesta dels territoris per les tropes del rei Jaume I d'Aragó, Culla va estar sota el domini àrab. El 1233 va ser reconquerida per Balasc d'Alagó, i rebé la carta pobla el 1244.
És aquest moment històric, Culla tenia un important castell, el conegut com a castell de Culla, per la seua estratègica situació geogràfica i l'ampli territori que dominava.
Com va passar amb territoris i edificis d'altres localitats properes, amb el temps, Culla va acabar pertanyent a l'orde del Temple, al voltant del 1303, i passà més tard, en entrar en crisi l'esmentat orde militar, a l'orde de Montesa.
El 1345, es produeix el naixement del que es va anomenar la Setena de Culla o Comunitat d'herbatge, constituïda per: Culla, Atzeneta, Vistabella, Benassal, La Torre d'En Besora, Benafigos i Vilar de Canes. Es tractava d'una agrupació de municipis que va dur a terme la compra dels drets d'explotació dels recursos pecuaris i forestals a l'orde de Montesa, que s'estava quedant amb totes les possessions de l'orde del Temple, les quals afectaven tots els municipis de la comunitat; amb això, pretenien defensar amb més força els seus interessos ramaders comuns, enfront dels de l'orde de Montesa. Aquesta agrupació va continuar en funcionament fins a mitjan segle xix. No es pot perdre de vista que la principal activitat econòmica de la zona en aquesta època era l'agricultura de secà (ametller, olivera, avellaner, vinya i cereals), i la ramaderia, especialment l'extensiva (oví, caprí, boví) i, en molta menor importància, la ramaderia intensiva, sobretot de porcí, avícola i apícola.
Durant el segle xviii, el castell de Culla va perdre poder polític i administratiu.
Aquest fenomen va coincidir amb les remodelacions urbanístiques que es van dur a terme durant aquest segle a Culla, com van ser la construcció de l'església, coneguda com a església del Salvador; l'ermita de Sant Cristòfol; així com obres de millora i ampliació del nucli urbà en general.
Durant les Guerres carlines, Culla va ser un lloc constant d'enfrontament, cosa que va produir el deteriorament en part del seu nucli antic, i destaca entre les pèrdues el castell, el qual va quedar totalment destrossat, quedant tal com es contempla en l'actualitat.

## Descripció
El conjunt històric de Culla ofereix, entre altres monuments, les ruïnes de l'antic castell àrab del segle xiii; l'antic graner del Comanador, conegut la Presó en haver estat utilitzat com a tal durant les guerres carlines; l'antic Hospital, datat del segle xvii, que té l'origen en l'obra social fundada per Domènec Serrana al segle xiv, restaurat el 1993; l'església del Salvador, consagrada el 1712, i se'n construí posteriorment el campanar; del seu interior destaca un retaule renaixentista de sant Roc, amb pintures del segle xvi, així com una escultura gòtica del segle xv, del Salvador, patró de Culla; tots aquests catalogats individualment com a Bé Immoble de Rellevància Local, si exceptuem el castell, el qual, com tots, està catalogat, per declaració genèrica, com a Bé d'Interès Cultural. El conjunt, a més, ofereix els carrers empedrats, de traçats irregulars i petites dimensions; l'arc de la porta Nova, que va ser reconstruït al segle xvii; o altres elements singulars com la làpida medieval del carrer de la Font.
La fàbrica de les cases del centre antic és de maçoneria i arrebossat lleuger, tot i que es continuen emprant els carreus com a reforç de cantonades, o l'enquadrament de les finestres de la façana principal. Per teulada, s'utilitzen teulades inclinades amb teula moruna. Els balcons presenten en la cara inferior ceràmica. Les portes principals solen ser de pedra en forma d'arc de mig punt; algunes estan limitades, i presenten, en aquest últim cas, inscripcions a les llindes.
Les cases més modernes, les datades al segle xix, presenten dues altures amb balcons i terrats.